# Second 9
second 9(세컨트 나인)은 2008년 7월 9일에 발매된 9nine의 두 번째 앨범이다.

## 수록곡
1. awake
작사:山下知恵 작곡:石原慎一郎
2. sky
작사:As 작곡:安井宏之
3. メリーゴーランド
작사:山下知恵 작곡:マスカレード・ポロ
4. 砂の城
작사:山下知恵 작곡:天野月子
5. 漂流少女
작사:松井五郎 작곡:浅田信一
6. MONSTER
작사:天野月子 作曲:天野月子
7. Cherry
作詞:As 작곡:天野月子
8. 恋花
작사:As 작곡:天野月子
9. Show TIME
작사:山下知恵 작곡:戸倉弘智